# Infamia
Infamia (łac. niesława, hańba) – utrata czci i dobrego imienia.
Prawo rzymskie znało różne przyczyny zaistnienia, infamia mogła dotykać automatycznie (łac. infamia immediata bezpośrednia) z powodu wykonywanego zajęcia (np. jeśli wolny człowiek został gladiatorem lub aktorem) czy za złe prowadzenie (np. zawarcie nowego małżeństwa bez rozwiązania poprzedniego). Mogła być też wynikiem skazania w procesie pozwanego z tytułu powództwa zniesławiającego (infamia mediata pośrednia).
Osoby dotknięte infamią (personae infames) nie mogły sprawować opieki, składać zeznań przed sądem, występować w charakterze zastępcy procesowego, ustanawiać takiego zastępcy, wnosić niektórych skarg, a nadto dotknięte były innymi ograniczeniami (jak niegodność dziedziczenia).
W systemie prawnym Rzeczypospolitej Obojga Narodów infamia była orzekana wobec szlachty za najcięższe przestępstwa (rozboje, kradzieże, morderstwa), oznaczała utratę czci, zakaz sprawowania funkcji urzędnika zaufania publicznego oraz częściowe wyjęcie spod prawa. Niekoniecznie wiązała ze sobą nakaz opuszczania kraju.